# Carlos Silva Neder
Carlos Roger Silva Neder (Brea Pozo, Santiago del Estero, Argentina, 20 de marzo de 1970) es un abogado y político argentino, actual vicegobernador de la provincia de Santiago del Estero.
Militante del Partido Justicialista, en 2005 se adhirió al proyecto político del Frente Cívico por Santiago, liderado por Gerardo Zamora. Entre 2005 y 2013, fue subsecretario de gobierno durante los dos primeros mandatos de Zamora como gobernador. Luego fue ministro de gobierno durante la gestión de Claudia Ledesma Abdala. En 2017 fue elegido diputado provincial, llegando a ser proclamado por sus pares como presidente provisional de la Cámara de Diputados de Santiago del Estero.
En diciembre de 2019, tras la renuncia de José Emilio Neder como vicegobernador de la provincia, Silva fue postulado entre una terna de diputados provinciales para ocupar la vicegobernación. Tras resultar electo por sus pares diputados, Silva juró como vicegobernador de Santiago del Estero a partir del 10 de diciembre de 2019, cargo que ocupará hasta finalizar el mandato que dejó José Neder.
En 2021, resultó elegido nuevamente como vicegobernador, esta vez mediante el voto popular. Como compañero de fórmula de Gerardo Zamora, la lista triunfó con el 63,17% de los votos. Ambos tomaron posesión del cargo el 10 de diciembre de ese año, por un período de cuatro años.